# Le Collimateur
Le Collimateur est un podcast consacré aux questions militaires et stratégiques, lancé le 17 janvier 2019,. Il est hébergé par l'Institut de recherche stratégique de l'École militaire de son lancement à août 2023, et rejoint ensuite Binge audio, en partenariat avec la plateforme francophone Le Rubicon, et l'Institut français des relations internationales (IFRI), et soutenu par la Direction générale des relations internationales et de la stratégie (DGRIS).
Présenté par Alexandre Jubelin, ancien collaborateur de France Culture, agrégé et docteur en histoire, ce podcast a vocation à « décortiquer la guerre et ses stratégies pour mieux en comprendre les enjeux internationaux ».
Le podcast a deux formats principaux :
- les « grands formats », épisodes d'environ 1,5 h, paraissant tous les mardis matin à 8h. Ceux-ci parlent de sujets divers, liés de près ou de loin au fait militaire, avec des invités spécifiques[6].
- le vendredi paraissent des épisodes plus courts, d'environ 25 min, avec différents sujets :
  - « Dans le Viseur », où des militaires viennent raconter des récits d'opération : « Dans le Viseur part d’une conviction : les militaires ont des choses à raconter et ne les racontent pas, alors que beaucoup d’aspect de leur métier sont très présents dans la culture populaire »[7].
  - « Dans le Bunker », qui sont des analyses de films ou de séries parlant du fait militaire au sens large.

Le podcast a animé à plusieurs reprises des tables rondes sur des sujets d'actualité, comme le 21 février 2023 sur le thème de « Un an après l’invasion, les différentes échelles de la guerre en Ukraine ».
En janvier 2023, le podcast compte plus de 200 épisodes, et près de 4 000 000 d'écoutes,,. En mars 2025, les épisodes comptent 200 000 écoutes par mois.

## Invités notables
Parmi les invités, on peut noter Florence Parly, Pierre Vandier, Michel Goya, Jean Michelin, Joseph Henrotin, ou encore Jean-Dominique Merchet, parmi tant d'autres.